# Соминка (река, впадает в Вожанское озеро)
Соминка — река в Бокситогорском районе Ленинградской области России. Вытекает из Соминского озера южнее посёлка городского типа Ефимовский, протекает через село Сомино, юго-восточнее которого впадает в озеро Вожанское (исток реки Горюн). Длина — 32 км, площадь водосборного бассейна — 642 км². Входила в Тихвинскую водную систему.

## Данные водного реестра
По данным государственного водного реестра России относится к Верхневолжскому бассейновому округу, водохозяйственный участок реки — Молога от истока и до устья, речной подбассейн реки — Реки бассейна Рыбинского водохранилища. Речной бассейн реки — (Верхняя) Волга до Куйбышевского водохранилища (без бассейна Оки).
Код объекта в государственном водном реестре — 08010200112110000006764.

### Притоки
(указано расстояние от устья)
- 16 км: река Заголоденка (пр)
- 17 км: ручей Любохов (лв)